# Glochidion papenooense
Glochidion papenooense är en emblikaväxtart som beskrevs av Jacques Florence. Glochidion papenooense ingår i släktet Glochidion och familjen emblikaväxter. IUCN kategoriserar arten globalt som akut hotad. Inga underarter finns listade i Catalogue of Life.